# Corythoxestis praeustella
Corythoxestis praeustella är en fjärilsart som först beskrevs av Van Deventer 1904.  Corythoxestis praeustella ingår i släktet Corythoxestis och familjen styltmalar. Inga underarter finns listade i Catalogue of Life.